# District de Xiashan
Le district de Xiashan (霞山区 ; pinyin : Xiáshān Qū) est une subdivision administrative de la province du Guangdong en Chine. Il est placé sous la juridiction de la ville-préfecture de Zhanjiang.